# San Martino di Venezze
San Martino di Venezze – miejscowość i gmina we Włoszech, w regionie Wenecja Euganejska, w prowincji Rovigo.
Według danych na rok 2004 gminę zamieszkiwały 3873 osoby, 124,9 os./km².